# Charlie Brown (canção de Benito di Paula)
Charlie Brown é uma canção escrita e composta por Benito di Paula. Foi lançada junto com o seu primeiro disco gravado ao vivo, que é Benito di Paula Gravado Ao Vivo, gravado no ano de 1974 no Estúdio Reunidos, São Paulo, SP, pela gravadora de discos Copacabana, sendo seu quarto álbum pela mesma gravadora.

## História
Uday Vellozo, que tem o nome artístico de Benito di Paula, é um crooner nascido de família cigana na cidade de Nova Friburgo e tocava em boates nas noites do Rio de Janeiro, onde morava no Morro da Formiga desde 1958, quando foi servir o Exército Brasileiro, com 17 anos. Porém não ganhava muito, e certo dia foi chamado por um amigo para ganhar o dobro em São Paulo, onde continuou a tocar piano em casas noturnas de Santos e na cidade de São Paulo, em casa como Catedral do Samba, no bairro do Bixiga. Nisso, morava em uma pensão italiana, onde era trazido de fora revistas da tira Peanuts de Charles M. Schulz em italiano. Benito, pedia para que fossem traduzidos os desenhos, e com isso, começou a gostar muito do personagem Charlie Brown, e resolveu fazer uma música onde o convidava para conhecer o Brasil.

## Composição e letra
Benito, que já era conhecido pelo seu piano em certas músicas, começou a compor a canção no ano de 1969, porém, já tocava-a em casas noturnas onde trabalhava em Santos e São Paulo. Com o passar do tempo foi aperfeiçoando a canção, com passar também ia lançando discos como Ela, Violão Não Se Empresta a Ninguém e Um Novo Samba, que já contava com o maior Hit Nacional do ano de 1974, Retalhos de Cetim. Depois de 5 anos, ele entrega a canção Charlie Brown em seu novo álbum.
A Letra da canção é cheia de referências ao país e o relevo e cultura diversificada. Em seu quarto verso, já faz uma referência sobre São Paulo e seu apelido de terra da garoa; seguindo fazendo depois uma citação de Caetano Veloso e da Bahia; e então ao Carlos Imperial e suas famosas "lebres"; e acaba a primeira estrofe (refrão não incluso) citando o Carnaval Carioca. Na segunda parte, cita o nome de dois músicos de grande sucesso, Vinicius de Moraes e Jorge Ben Jor; depois de seu time de futebol, Flamengo, que também é a maior torcida nacional; segue com o seu amigo e também artista de sucesso Luiz Gonzaga, Rei do Baião e finaliza com uma frase idealizando o Brasil em seu coração.

## Músicos
- Benito di Paula: Piano e vocal principal
- Haroldo: Timbales e pratos
- Mario: Congas
- Luiz Carlos: Pandeiro
- Joãozinho: Timbales
- J. Vellozo: Ganzá
- Unilson: Contrabaixo

## Recepção
A canção foi muito bem aceita dentre todos os públicos, se tornando o maior das paradas nacionais de 1975. Logo após ser lançada, pouco tempo depois foi chamado para compor a delegação brasileira que participou do Festival do Midem (Mercado Internacional de Discos e Editoras Musicais), onde lhe foram dados três minutos para apresentar alguma música, e então, escolheu Charlie Brown. Obteve grande sucesso, a ponto de Chico Buarque referir-se a Charlie Brown como se fosse personagem real. Fez muito às graças dos europeus, que no mesmo ano levaram a melodia e às vezes até a letra para outros idiomas, seguem versões principais.

## Versões
| Artista                 | Álbum                                          | Detalhes                                                                                                |
| ----------------------- | ---------------------------------------------- | --- |
| Ton van Kluyve          | Mijn Hoempapa                                  | - Lançado: 1975 - Participação: Composição da faixa Mijn Hoempapa - Formato: 7                          |
| Benny                   | Amigo Charly Brown/Wir Sind Nicht Mehr Zu Jung | - Lançado: 1975 - Participação: Composição e contexto da faixa Amigo Charly Brown - Formato: 7          |
| Guy Mardel              | Prends Des Vacances Charlie                    | - Lançado: 1975 - Participação: Composição e contexto da faixa Prends Des Vacances Charlie - Formato: 7 |
| Vikingarna              | Kramgoa Låtar 3                                | - Lançado: 1976 - Participação: Composição e contexto da faixa Charlie Brown - Formato: LP              |
| Virve Rosti             | Tuolta Saapuu Charlie Brown                    | - Lançado: 1976 - Participação: Composição e contexto da faixa Tuolta Saapuu Charlie Brown - Formato: 7 |
| Emmanouil Iordanopoulos | Tzorntanélli                                   | - Lançado: 1976 - Participação: Composição da faixa Kríma Palióphile - Formato: LP                      |
| Pavel Liška             | Gong 3                                         | - Lançado: 1977 - Participação: Composição e contexto da faixa Charlie Klaun - Formato: LP              |
| Trio Expres             | Expres                                         | - Lançado: 1983 - Participação: Composição e contexto da faixa Charlie - Formato: LP                    |
| Bjørn & Okay            | Hej Med Dig                                    | - Lançado: 1997 - Participação: Composição e contexto da faixa Disco Charlie - Formato: LP              |
| Kuldsed Lindid          | Kaua                                           | - Lançado: 2001 - Participação: Composição e contexto da faixa Charlie Brown - Formato: LP              |

Apesar de tantas versões, Charlie Brown se espalhou pela Europa após do Midem por causa do trio belga Two Man Sound, que percorreram a Europa com sua versão cantada em um português com sotaque espanhol, indo desde a Itália até a Noruega e Reino Unido. Chegou a ser a música internacional em 7ª posição na Alemanha e 1ª na Bélgica.